# Gran Fondo 1894 (ciclismo)
La Gran Fondo-La Seicento 1894, prima storica edizione della corsa, si svolse il 14 maggio 1894 su un percorso di 530 km. La vittoria fu appannaggio dell'italiano Eugenio Sauli, che completò il percorso in 26h25'48", il quale precedette i connazionali Giuseppe Toesca e Piero Masetti.
I corridori che tagliarono il traguardo di Milano furono 58.

## Ordine d'arrivo (Top 10)
| Pos. | Corridore         | Squadra | Tempo      |
| ---- | ----------------- | ------- | ---------- |
| 1    | Eugenio Sauli     | -       | 26h25'48"  |
| 2    | Giuseppe Toesca   | -       | a 8'14"    |
| 3    | Piero Masetti     | -       | a 1h06'36" |
| 4    | Guglielmo Chiesa  | -       | a 1h16'00" |
| 5    | Costanzo Trifoni  | -       | a 1h27'00" |
| 6    | Fortunato Berruto | -       | a 1h31'00" |
| 7    | Giacomo Capella   | -       | a 2h13'00" |
| 8    | Perla             | -       | a 2h50'00" |
| 9    | Piero Cominelli   | -       | a 2h50'10" |
| 10   | Filippo Beltrandi | -       | a 3h01'00" |